# Виндзор (округ Мерсер, Илиноис)
Виндзор (енгл. Windsor, Mercer County) град је у америчкој савезној држави Илиноис.

## Демографија
По попису из 2010. године број становника је 748, што је 28 (3,9%) становника више него 2000. године.
| Група             | 2000.       | 2010.       |
| Белци             | 695 (96,5%) | 717 (95,9%) |
| Афроамериканци    | 0 (0,0%)    | 0 (0,0%)    |
| Азијати           | 2 (0,3%)    | 11 (1,5%)   |
| Хиспаноамериканци | 18 (2,5%)   | 15 (2,0%)   |
| Укупно            | 720         | 748         |